# Unonopsis umbilicata
Unonopsis umbilicata är en kirimojaväxtart som först beskrevs av Michel Félix Dunal, och fick sitt nu gällande namn av Robert Elias Fries. Unonopsis umbilicata ingår i släktet Unonopsis och familjen kirimojaväxter. Utöver nominatformen finns också underarten U. u. macrocarpa.